# Cantharidus opalus
Cantharidus opalus là một loài ốc biển lớn, là động vật thân mềm chân bụng sống ở biển trong họ Trochidae, họ ốc đụn.

## Phân loài
- C. opalus opalus, (Martyn, 1784), Các đề cửsubspecies
- C. opalus cannoni Powell, 1933

## Hình ảnh

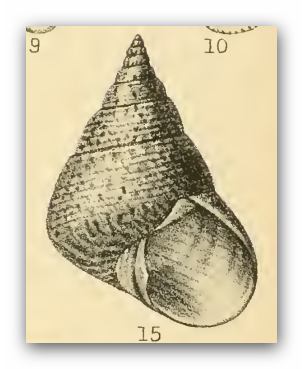